# TE Connectivity

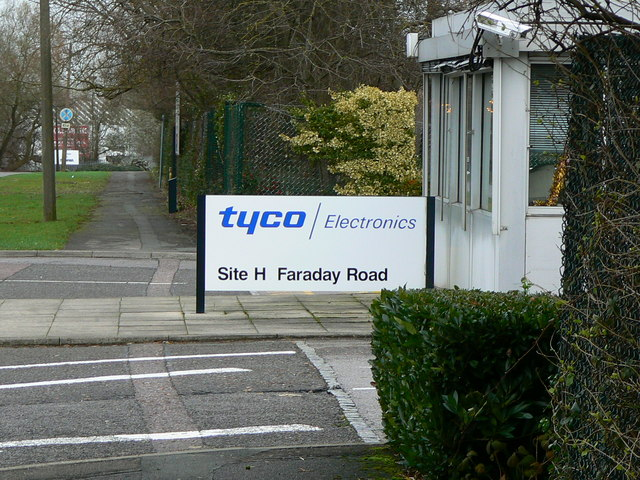
Planta de Tyco Electronics en Swindon, Reino Unido, en 2007.

TE Connectivity, Ltd., anteriormente conocida como Tyco Electronics, Ltd., y anteriormente perteneciente a Tyco International Ltd., líder global de componentes electrónicos de ingeniería, soluciones de redes, sistemas de telecomunicación marinos y bienes de consumo en más de 150 países. La compañía diseña, fabrica y comercializa productos para varias industrias incluyendo la industria automovilística, sistemas de comunicación de datos y electrónica de consumo, telecomunicaciones, industria aeroespacial, defensa y marina, medicina, energía e iluminación. El 29 de junio de 2007, Tyco International fue desmembrado de Tyco Electronics, junto con Covidien, para convertirse en empresas independientes y públicas. La nueva compañía se bautizó como Tyco Electronics Ltd. El 10 de marzo de 2011, la compañía cambió el nombre a TE Connectivity, Ltd..

## Estructura
Como compañía independiente TE Connectivity cuenta con tres ramas de negocio:
- Soluciones para el transporte (40%)
- Soluciones de comunicación e industriales (40%)
- Soluciones de redes (20%)

La compañía alcanzó unas ventas para el año fiscal 2011 de 14.000 millones de dólares, con aprox. 97.000 empleados en casi 50 países.
Las ventas por región están muy repartidas (2010): Europa/Oriente Medio/África (35%), América (31%), Asia Pacífica (34%).